# Namcha Barwa
Il Namcha Barwa (ufficialmente: Namjagbarwa); Pinyin: Nánjiābāwǎ Fēng) è una montagna della parte orientale dell'Himalaya tibetano che raggiunge quota 7.782 metri sul livello del mare ed è situata nella Prefettura di Nyingchi della Regione Autonoma del Tibet in Cina, in un'area remota e raramente visitata.
Attorno al Namcha Barwa il principale fiume del sud del Tibet, lo Yarlung Tsangpo, compie una grande curva e forma la gola dello Yarlung Tsangpo, da alcuni ritenuto il più profondo canyon del mondo. In seguito tale fiume prende il nome Brahmaputra.
La prima scalata del Namcha Barwa avvenne nel 1992.